# Misstagsteori
Misstagsteori är den svenska beteckningen på den värdenihilistiska position som på engelska kallas moral error theory. Misstagsteorin kombinerar tesen att det moraliska språket har tankeinnehåll – dvs att den uttrycker påståenden som kan vara sanna eller falska – med tesen att det inte finns några moraliska fakta. Den första tesen är vanlig inom olika varianter av moralisk realism, medan den senare är vanlig inom moralisk expressivism. En framstående företrädare för misstagsteorin är J. L. Mackie. Filosofen Richard Joyce argumenterar för en variant av misstagsteorin (vilken han kallar fiktionalism) i sin bok The Myth of Morality.